# Langdon Place
Langdon Place és una població dels Estats Units a l'estat de Kentucky. Segons el cens del 2000 tenia 974 habitants.

## Demografia
Segons el cens del 2000, Langdon Place tenia 974 habitants, 350 habitatges, i 277 famílies. La densitat de població era de 2.212,1 habitants/km².
Dels 350 habitatges en un 42,9% hi vivien nens de menys de 18 anys, en un 68,6% hi vivien parelles casades, en un 7,1% dones solteres, i en un 20,6% no eren unitats familiars. En el 16,9% dels habitatges hi vivien persones soles el 2,3% de les quals corresponia a persones de 65 anys o més que vivien soles. El nombre mitjà de persones vivint en cada habitatge era de 2,78 i el nombre mitjà de persones que vivien en cada família era de 3,17.
Per edats la població es repartia de la següent manera: un 28,1% tenia menys de 18 anys, un 7,7% entre 18 i 24, un 27,1% entre 25 i 44, un 30,3% de 45 a 60 i un 6,8% 65 anys o més.
L'edat mediana era de 38 anys. Per cada 100 dones de 18 o més anys hi havia 99,4 homes.
La renda mediana per habitatge era de 67.167 $ i la renda mediana per família de 72.813 $. Els homes tenien una renda mediana de 54.861 $ mentre que les dones 32.434 $. La renda per capita de la població era de 29.231 $. Cap de les famílies i el 0,8% de la població estaven per davall del llindar de pobresa.

## Poblacions més properes
El següent diagrama mostra les poblacions més properes.